# Comté de Greensville
Le comté de Greensville est un comté de Virginie, aux États-Unis.